# Specjalny Ośrodek Szkolno-Wychowawczy w Gołotczyźnie
Specjalny Ośrodek Szkolno-Wychowawczy w Gołotczyźnie (dawniej Ośrodek Szkolno-Wychowawczy dla Dzieci i Młodzieży Niesłyszącej i Słabosłyszącej w Gołotczyźnie) – ośrodek wychowawczy dla niesłyszących znajdujący się w Gołotczyźnie.
Organem prowadzącym jest sejmik województwa mazowieckiego. W Ośrodku uczą się osoby z wadami słuchu z pow. ciechanowskiego i sąsiednich, które z racji niepełnosprawności nie mogą uczęszczać do szkoły podstawowej, gimnazjum, szkoły ponadgimnazjalnej i policealnej w miejscu zamieszkania. To jedyna tego typu placówka na północnym Mazowszu. Od 1 września 2009 przy szkole działa Młodzieżowy Ośrodek Socjoterapii. 

## Historia
Historia Ośrodka w Gołotczyźnie sięga czasów związanych z postaciami okresu pozytywizmu jakimi byli Aleksander Świętochowski i Aleksandra z Sędzimirów Bąkowska, która ze swego prywatnego majątku ziemskiego przekazała w 1924 roku ziemie na rzecz Zrzeszenia Inwalidów I wojny światowej.
Jej wolą było powstanie dożywotniego przytułku dla bezdomnych i ułomnych z I wojny światowej oraz farmy rolniczej. Pięć lat później zaczęły się urzeczywistniać jej postanowienia. Powstało gospodarstwo rolne Kolonia Inwalidzka im. Marszałka Józefa Piłsudskiego, które miało być zapleczem dla mającej powstać w przyszłości placówki opiekuńczo - wychowawczej.
W trakcie II wojny światowej w budynku umiejscowiona była szkoła dla niemieckich chłopców Hitlerjugend.
Po II wojnie światowej teren i budowa Kolonii Inwalidzkiej zostały przekazane Ministerstwu Oświaty, które zorganizowało w pozyskanych obiektach Dom Dziecka dla dziewcząt, sierot po żołnierzach poległych w czasie wojny. Po przeniesieniu Domu Dziecka do innej miejscowości, ich miejsce zajęły dzieci koreańskie. Opowiada o tym Marian Brandys w książce Dom odzyskanego dzieciństwa.
W roku 1953 Ministerstwo Oświaty przekazało cały obiekt na cele szkolnictwa specjalnego i do Gołotczyzny przeniesiono Państwowy Zakład Wychowawczy dla Dzieci Głuchych, którego kontynuacją jest obecnie funkcjonujący Ośrodek Szkolno-Wychowawczy.